# 孔古爾冰川

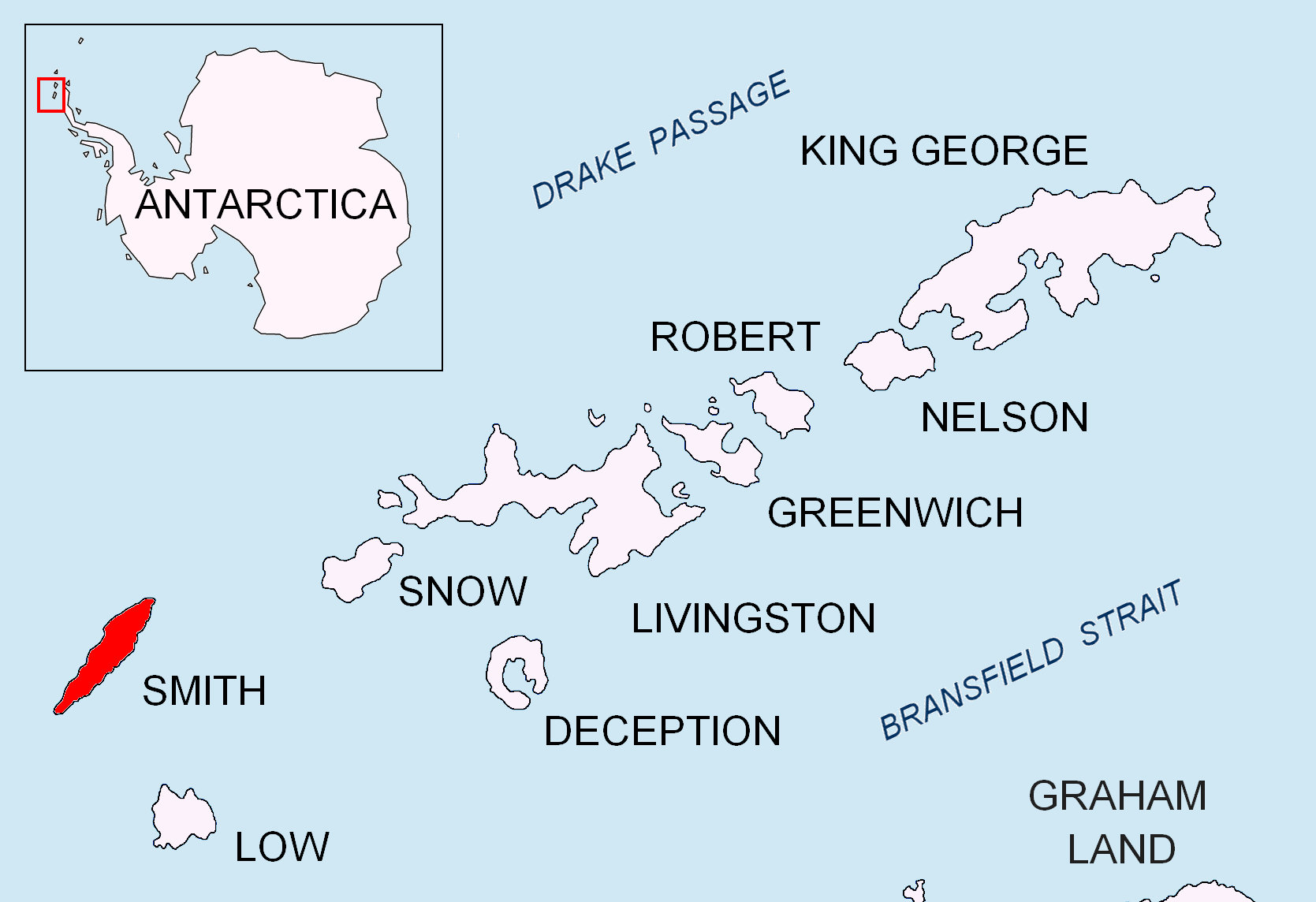

孔古爾冰川是南極洲的冰川，位於南設得蘭群島的史密斯島，全長2.7公里，流經伊梅昂山脈西北坡，該冰川以保加利亞西南部山峰命名。
62°54′23″S 62°25′48″W / 62.90639°S 62.43000°W

## 外部連結
- SCAR Composite Antarctic Gazetteer（页面存档备份，存于）